# 欧洲马鹿

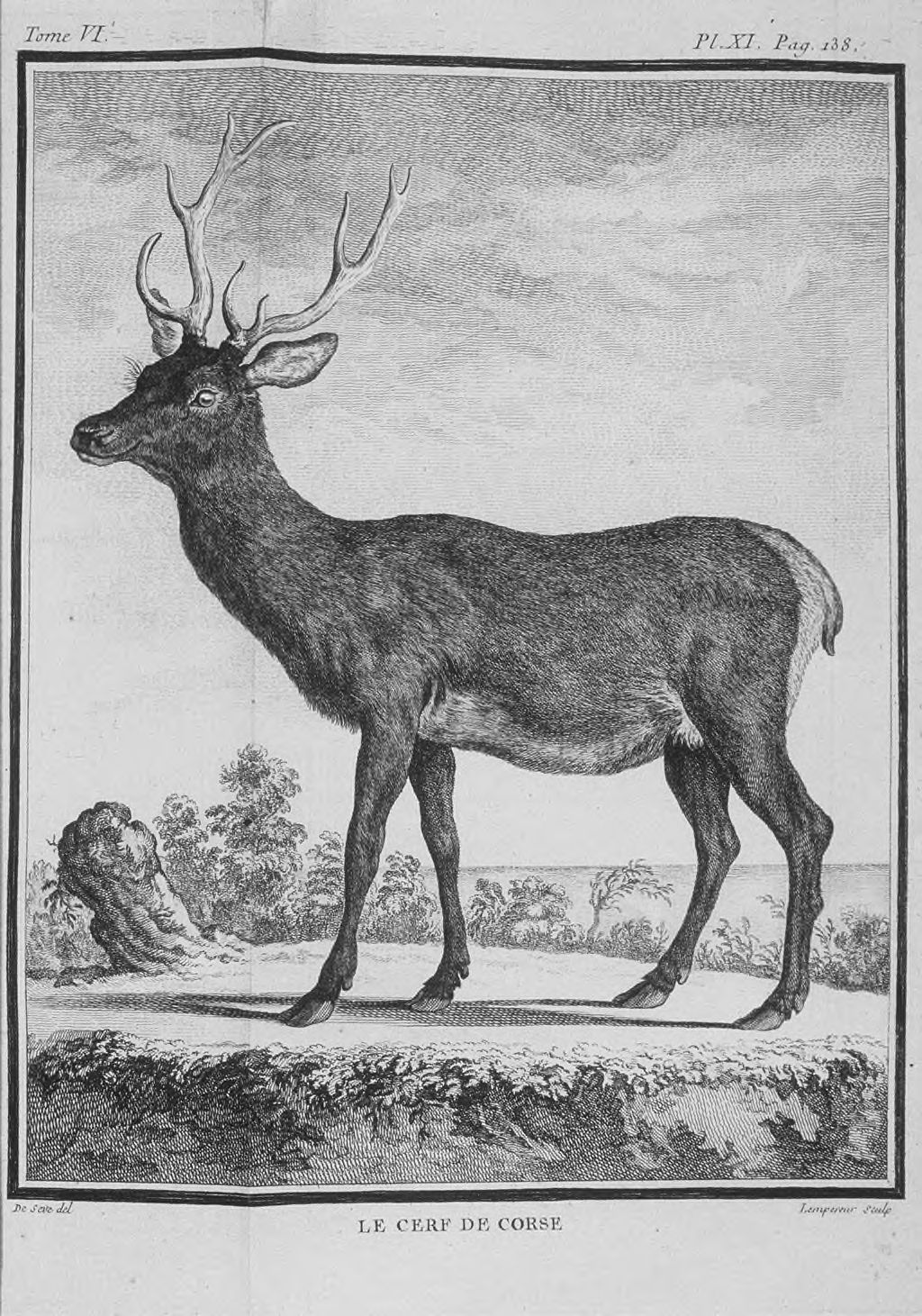
科西嘉馬鹿

欧洲马鹿（學名：Cervus elaphus）是屬於鹿科的一种，又名紅鹿、赤鹿、八叉鹿。是世界上體型最大的鹿科物種之一，一般來說僅次於駝鹿。

## 特征
体長1.5至2米，肩高1.2-1.5米，一般体重200-300千克，雄鹿的體型與體重皆大於雌鹿。毛色为灰色、棕色或红色。仅雄性有角，多为6叉，最多为8叉，第1、2叉很接近。

## 生境与习性
欧洲马鹿栖息于高山森林地带。聽覺及嗅覺發達，多在早晨和夜晚活动，擅長奔跑，多三五成群。每年9-10月交配，5-6月胎產一子。以草、树叶和树枝为食。
有迁徙现象，夏季上山，冬季下山至平原密林中。

## 分布
欧洲马鹿是主要分布于欧洲到中亚以及北非，也是非洲仅有的两种鹿之一（另一种是黇鹿）。此外欧洲马鹿也是英国最大的陆地动物。
分布于中國國內的主要是生存在新疆的塔里木马鹿（C. e. yarkandensis）。
在阿根廷，牠們已經入侵數個國家公園，對原生的動植物造成影響，並可能與一種在智利與阿根廷南部屬於特有種的鹿產生競爭。國際自然保護聯盟物種存續委員會的入侵物種專家小組（ISSG）列為世界百大外來入侵種。

## 分类
欧洲马鹿有若干亚种，如下：

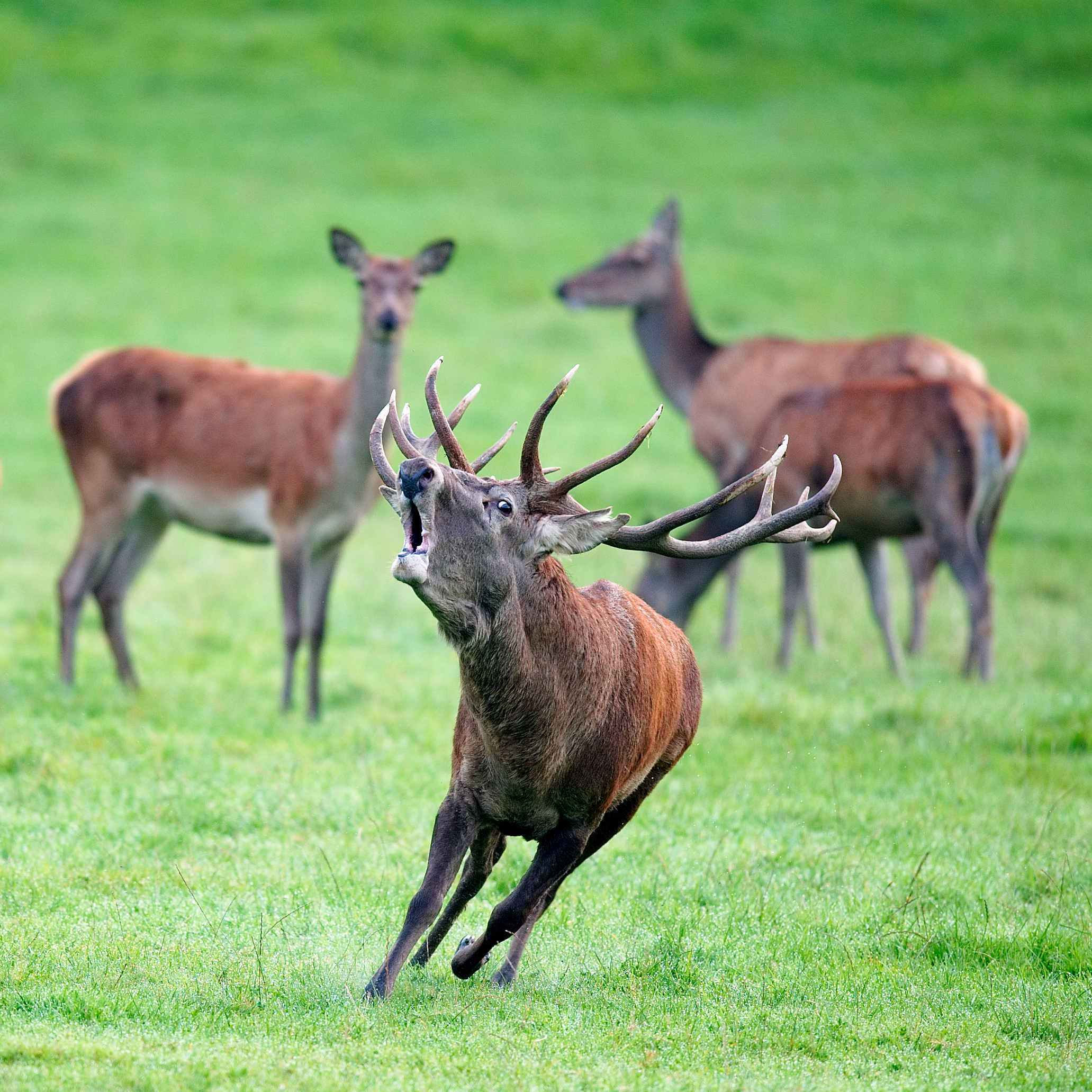
马鹿

- 挪威马鹿(C. e. atlanticus)
- 北非马鹿(C. e. barbarus)
- 科西嘉马鹿(C. e. corsicanus)
- 西非马鹿(C. e. elaphus)
- 中欧马鹿(C. e. hippelaphus)
- 苏格兰马鹿(C. e. scoticus)
- 西班牙马鹿(C. e. hispanicus)
- 东欧马鹿(C. e. maral)
- 中亚马鹿(C. e. bactrianus)
- 塔里木马鹿(C. e. yarkandensis)
- 克什米尔马鹿(C. e. hanglu)

### 欧洲马鹿和加拿大马鹿的的区别
此外，分布于北美及东亚的加拿大马鹿（C. canadensis）曾被视为同一物种，但2004年的线粒体DNA分析却强烈显示两者为不同的独立物种，包括：
- 蒙古马鹿(C. c. alashanicus)
- 东北马鹿(C. c. xanthopygus)
- 西伯利亚马鹿或阿尔泰马鹿(C. c. sibiricus)
- 天山马鹿(C. c. songaricus)
- 白臀鹿(C. c. macneilli)
- 落基山马鹿(C. c. nelsoni)
- 马尼托巴马鹿(C. c. manitobensis)
- 罗斯福马鹿(C. c. roosevelti)
- 加利福尼亚马鹿(C. c. nannodes)
- 西藏马鹿(C. c. wallichii)

加拿大马鹿体型比欧洲马鹿大，且更粗壮，而欧洲马鹿看起来更灵巧。

## 用途
马鹿肉可食用，毛皮可用于制作，茸角有藥用價值。

## 保护现状
由于马鹿的鹿尾、鹿鞭和鹿茸在中国被认为是名贵的滋补品，马鹿被大量捕杀和饲养，是中国国家二级保护动物。